# Pluskwica groniasta

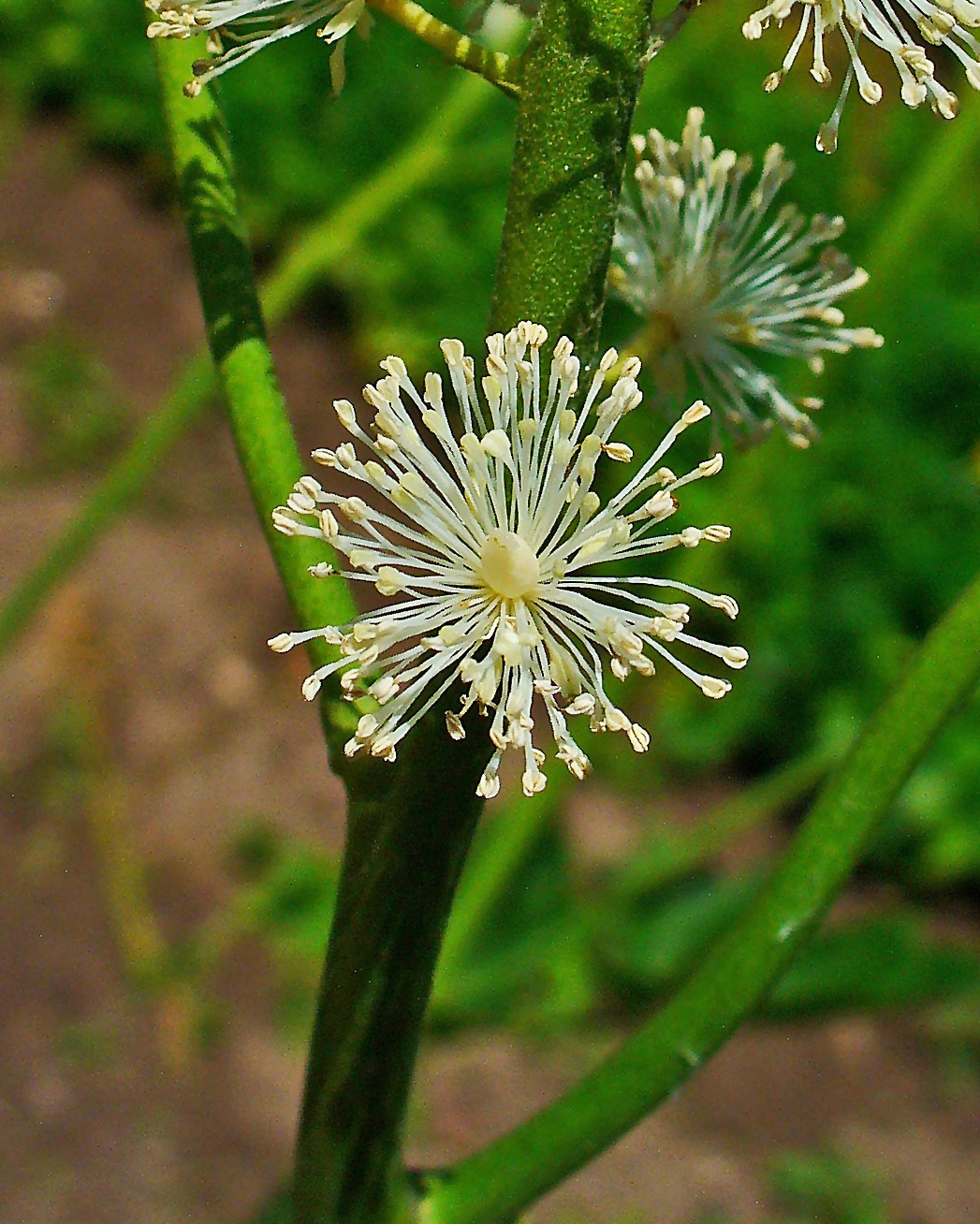
Kwiaty

Pluskwica groniasta, p. sercolistna, świecznica groniasta (Cimicifuga racemosa Nutt.) – gatunek rośliny należący do rodziny jaskrowatych (Ranunculaceae Juss.). Pochodzi z Ameryki Północnej. Uprawiana w wielu krajach, również w Polsce, jako roślina ozdobna i zielarska. Według nowszych ujęć taksonomicznych gatunek ten włączony został do rodzaju Actaea i jego nazwa naukowa to obecnie Actaea racemosa.

## Morfologia i biologia
ŁodygaProsta, ciemnozielona, obficie ulistniona, dorasta do 2 m wysokości. Pod ziemią roślina posiada kłącze. Liście klapowane, dłoniastowcinane. Kwiaty: drobne kremowobiałe, o zmiennej liczbie działek kielicha (od 3 do 8), silnie pachnące, tworzą dość gęste grono, nie rozwijają się jednocześnie – tworzą efekt „płonącej świecy”, skąd nazwa pospolita (świecznica). Kwitnie w sierpniu-wrześniu. Kwiatostany osiągają 50–60 cm długości. Bylina, hemikryptofit. Cała roślina po roztarciu wydziela nieprzyjemny zapach.
KorzeńKłącze jest ciemnobrunatne, twarde, niemal walcowate, nieco guzowate, o średnicy 1,5–2,5 cm i długości 2–15 cm. Wykazuje liczne, ściśle ułożone, proste lub zgięte odgałęzienia, każde kończące się w pozostałości pąka lub w kolistej miseczkowatej bliźnie. Przełam jest rogowaty, przekrój poprzeczny wykazuje obecność cienkiej kory otaczającej pierścień licznych, jasnych, wąskich, klinowatych wiązek naczyniowych, na przemian z ciemniejszymi promieniami rdzeniowymi i obecność dużego, centralnie położonego rdzenia. Korzenie są ciemnobrunatne, o średnicy 1–3 mm, niemal walcowate lub tępo czworokątne i podłużnie bruzdowane. Przełam ich jest gładki, a na przekroju poprzecznym widoczna jest szeroka kora i ciemnobrunatny rdzeń, w którym część środkowa składa się z 3–6 jaśniejszych klinowatych wiązek naczyniowych, łączących się w środku i rozdzielanych przez szerokie, niezdrewniałe promienie rdzeniowe.

## Zastosowanie

### Roślina lecznicza
Surowiec zielarskiKłącze pluskwicy groniastej (Cimicifugae rhizoma) – wysuszone, całe lub połamane kłącze i korzeń o zawartości minimum 1,0% glikozydów triterpenowych. Korzeń pluskwicy zawiera glikozydy triterpenowe (m.in. akteinę, 27-deoksyakteinę), cimifuginę, polifenole np. kwas kofeinowy, pochodne kwasu ferulowego, alkaloidy itp. Ponadto korzeń zawiera substancje estrogenne, żywice, kwas salicylowy i izoflawony.
Działanie (lecznicze i niepożądane)Preparaty z pluskwicy groniastej są tradycyjnie stosowane w łagodzeniu niepożądanych objawów menopauzy jednak wstępne badania wskazują brak skuteczności w przypadku redukcji uderzeń gorąca, a w przypadku łagodzenia innych objawów wyniki są niejednoznaczne. Indianki korzeniami tej rośliny leczyły zaburzenia menstruacji. W Europie wykorzystywano tę roślinę w leczeniu stanów zapalnych i nerwobóli.
Badania skuteczności działania oraz występowania objawów niepożądanych dla preparatów z pluskwicy groniastej są niejednoznaczne lub sprzeczne, być może dlatego, że w badaniach wykorzystywano preparaty handlowe, które mogły być zanieczyszczenia innymi gatunkami roślin. Wysokie dawki preparatów pluskwicy groniastej dostępnych w Stanach Zjednoczonych mogą powodować typowe objawy zatrucia (np. nudności, zawroty głowy).
Dostępne handlowo preparaty z pluskwicy groniastej mogą zawierać substancje hepatotoksyczne, jednak nie jest wiadomo czy toksyny są zawarte w tej roślinie czy były skutkiem zanieczyszczenia produktów handlowych innymi gatunkami. Wstępnie badania z użyciem czystych preparatów plustnicy groniastej nie wykazały jej toksyczności.

### Roślina ozdobna
Może być uprawiana na rabatach lub w grupach w parku.

## Uprawa
Może rosnąć w półcieniu, lub nawet w cieniu, wymaga żyznej, głębokiej i stale wilgotnej gleby. Rozmnaża się zazwyczaj przez podział kłączy, które można sadzić do gleby jesienią lub wiosną. Ma grube pędy, tak, że pomimo dużej wysokości zazwyczaj nie wymaga stosowania podpór. W uprawie głównie dwie odmiany:
- ‘Armleuchter’ – odmiana kwitnąca we wrześniu i październiku, osiąga wysokość do 160 cm, kwiatostany rozgałęzione.
- ‘BS Blickfang’ (1975) – wyróżnia się czysto białymi kwiatami, rozkwita we wrześniu.